# Oliva (stolica tytularna)
Oliva (łac. Diocesis Olivensis) – stolica historycznej diecezji w Cesarstwie rzymskim, w prowincji Mauretania Sitifense, zlikwidowana w VII w. podczas ekspansji islamskiej, współcześnie w północnej Algierii. Obecnie katolickie biskupstwo tytularne.

## Biskupi
| Lp. | Biskup                  | Funkcja                               | Od                   | Do                |
| --- | ----------------------- | ------------------------------------- | -------------------- | ----------------- |
| 1   | Joseph Martin           | wikariusz apostolski Ngozi (Burundi)  | 14 lipca 1949        | 10 listopada 1959 |
| 2   | Theotonius Amal Ganguly | biskup pomocniczy Dhaki (Bangladesz)  | 3 września 1960      | 6 lipca 1965      |
| 3   | Frank Marcus Fernando   | biskup pomocniczy Kolombo (Sri Lanka) | 6 lipca 1965         | 27 grudnia 1972   |
| 4   | Wilton Gregory          | biskup pomocniczy Chicago (USA)       | 18 października 1983 | 29 grudnia 1993   |
| 5   | Joseph Sartoris         | biskup pomocniczy Los Angeles (USA)   | 8 lutego 1994        | 27 czerwca 2025   |